# Biserica de lemn din Stejărel

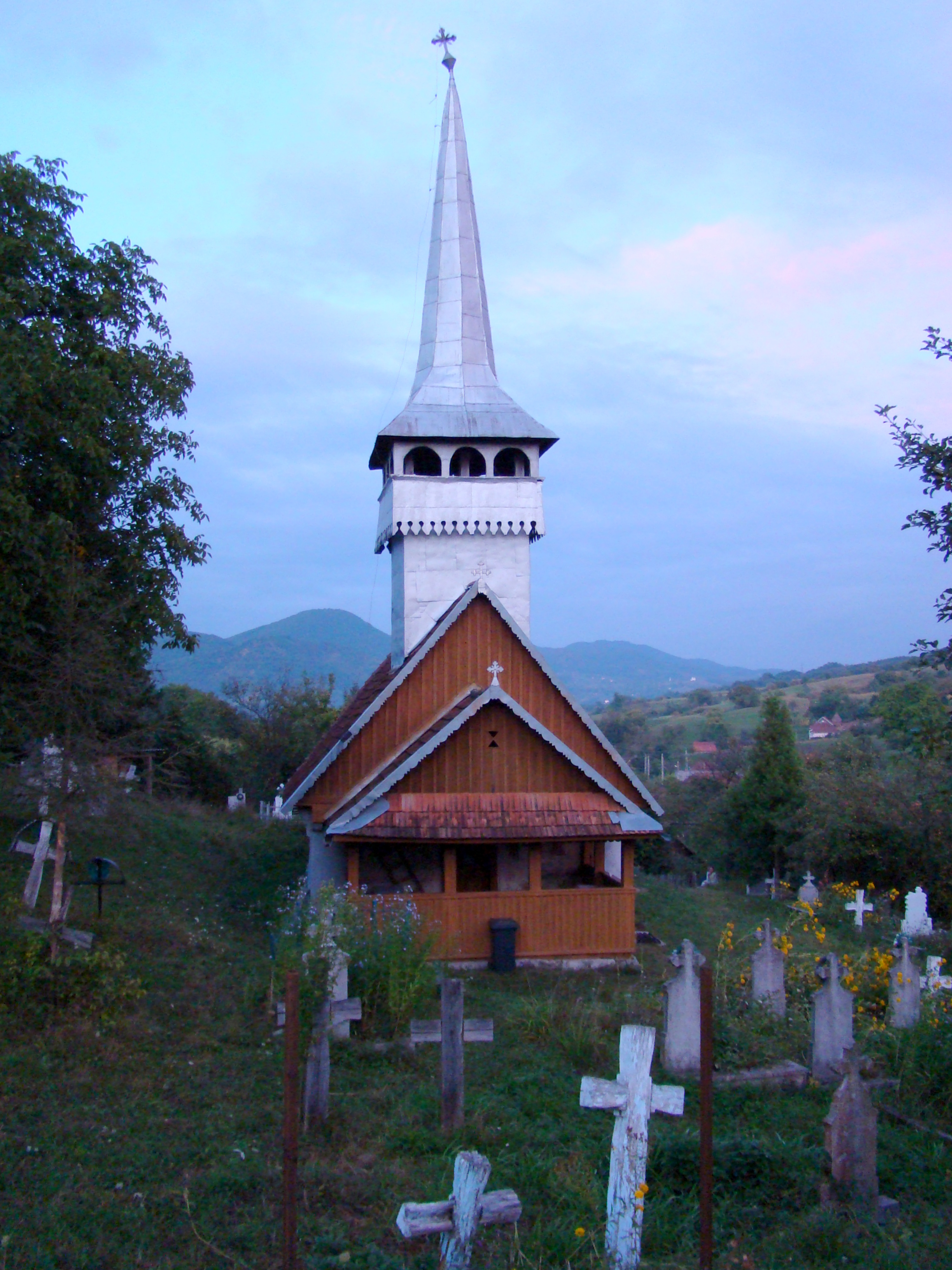
Biserica de lemn „Adormirea Maicii Domnului” din Stejărel, comuna Luncoiu de Jos, județul Hunedoara, foto: august 2009.

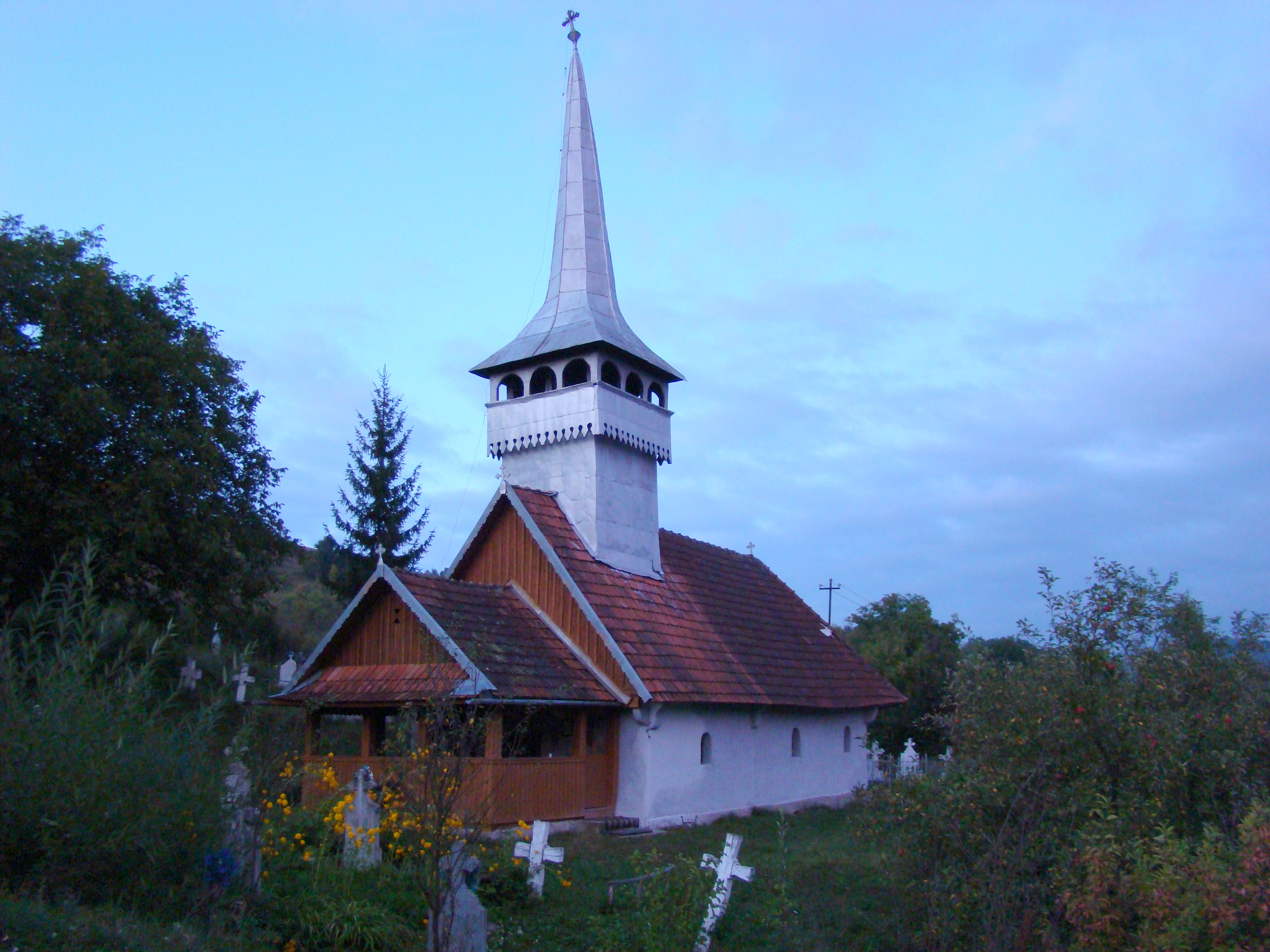
Biserica de lemn „Adormirea Maicii Domnului” din Stejărel, comuna Luncoiu de Jos, județul Hunedoara, foto: august 2009.

Biserica de lemn din Stejărel, comuna Luncoiu de Jos, județul Hunedoara a fost construită în anul 1851. Are hramul „Adormirea Maicii Domnului”. Biserica nu figurează pe noua listă a monumentelor istorice.

## Istoric
Deși prima mențiune documentară a satului Stejărel este din anul 1439, sub forma maghiarizată de Szkrofafalva, desigur că el este mai vechi, iar viața lui religioasă a început odată cu nașterea lui. Acest nume l-a purtat până în 1728, dată după care a devenit Stejărel. Se cunoaște din documente existente în arhiva parohială, că până în anul 1784 credincioșii din acest sat mergeau la biserică în Luncoiu de Jos, unde mergeau și cei din Luncoiu de Sus, deci din trei sate, biserica fiind așezată în locul numit și azi „Sub biserică”, situat în partea estică a satului Luncoiu de Jos. Această biserică era din lemn, iar în timpul revoluției lui Horea din 1784 a ars în totalitate. După aceste evenimente, credincioșii din Luncoiu de Sus au construit o biserică în satul lor, în locul numit „După Oaș”, iar cele două sate Luncoiu de Jos și Stejărel au construit pentru ele în 1786 o nouă biserică la locul numit „Podea”, mai aproape de Stejărel. În anul 1848, în timpul revoluției lui Iancu, și această biserică a ars până în temelii, fiind salvate numai clopotele și toaca de oțel, fiind preot paroh atunci Petru Ivan. Arzând și această biserică, credincioșii din Stejărel se hotărăsc să-și construiască propria casă închinată Domnului, și în anul 1851, fiind preot paroh Agheu Trifu, edifică această biserică din lemn, în stil ardelenesc, cu tindă, pronaos, naos și altar, cu un turn înalt, care ține loc și de clopotniță, cu un coif svelt, cu zvâcniri de săgeată spre infinitul cerului, simbolizând tendința sufletului românesc spre înaltele idealuri. La început biserica a fost acoperită cu șindrilă, dar din 1950 este acoperită cu țiglă, iar din anul 1970 turnul este acoperit cu tablă zincată. Tot atunci s-au refăcut tencuielile exterioare, iar în 1971 s-a pictat interiorul, în stil tempera, de către pictorul Nicolae Vasile din Ploiești.

## Imagini din exterior

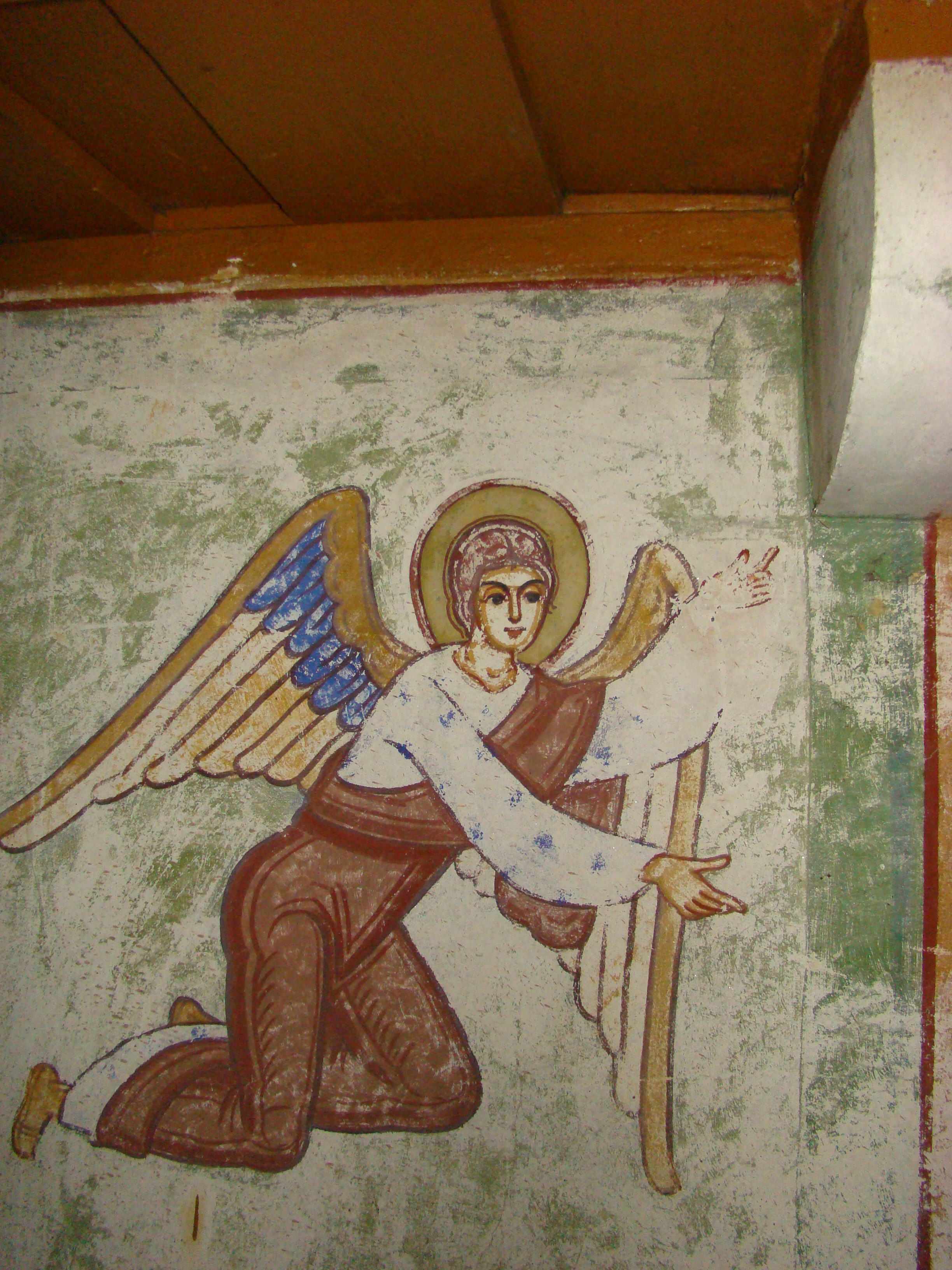
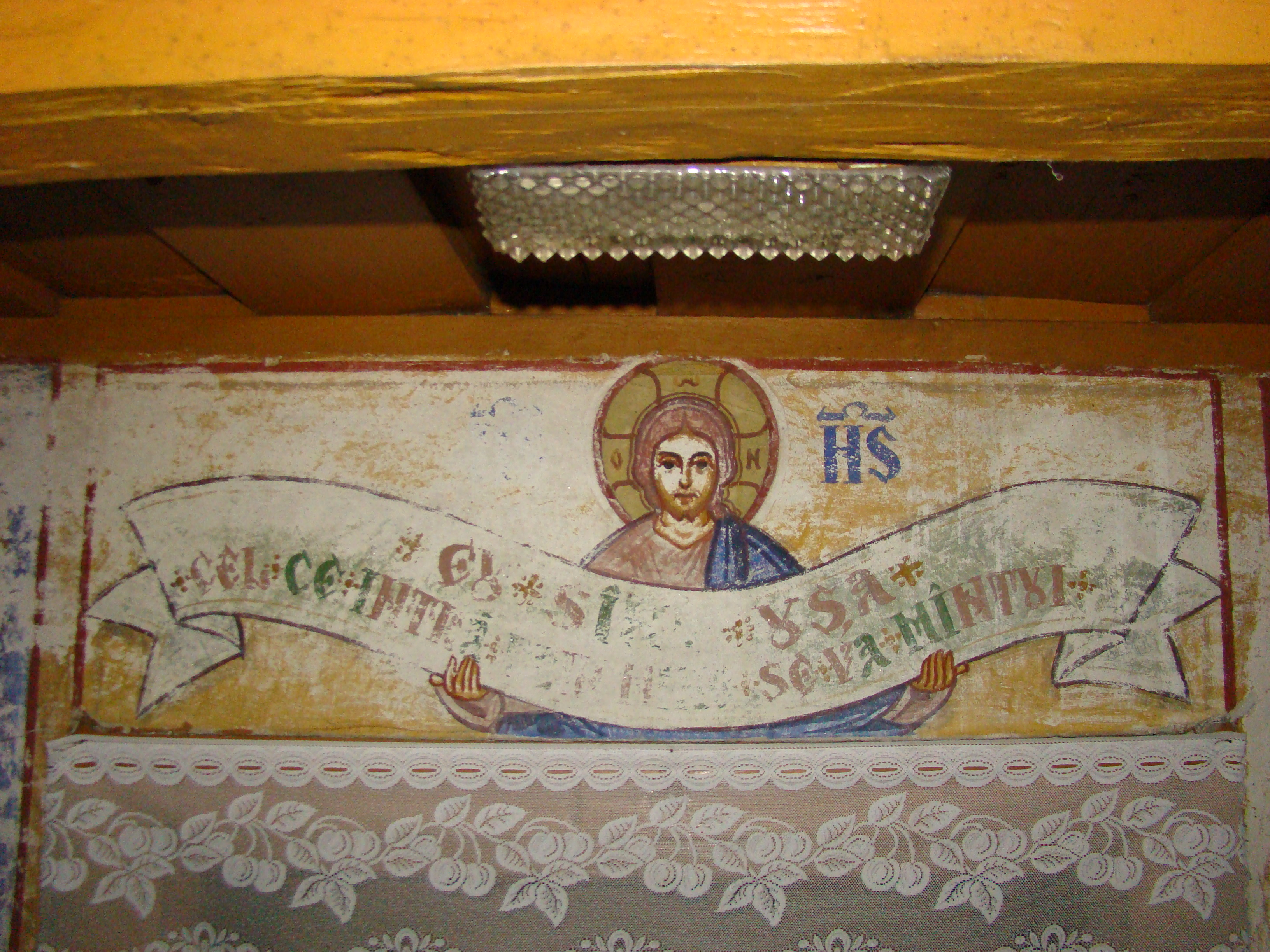
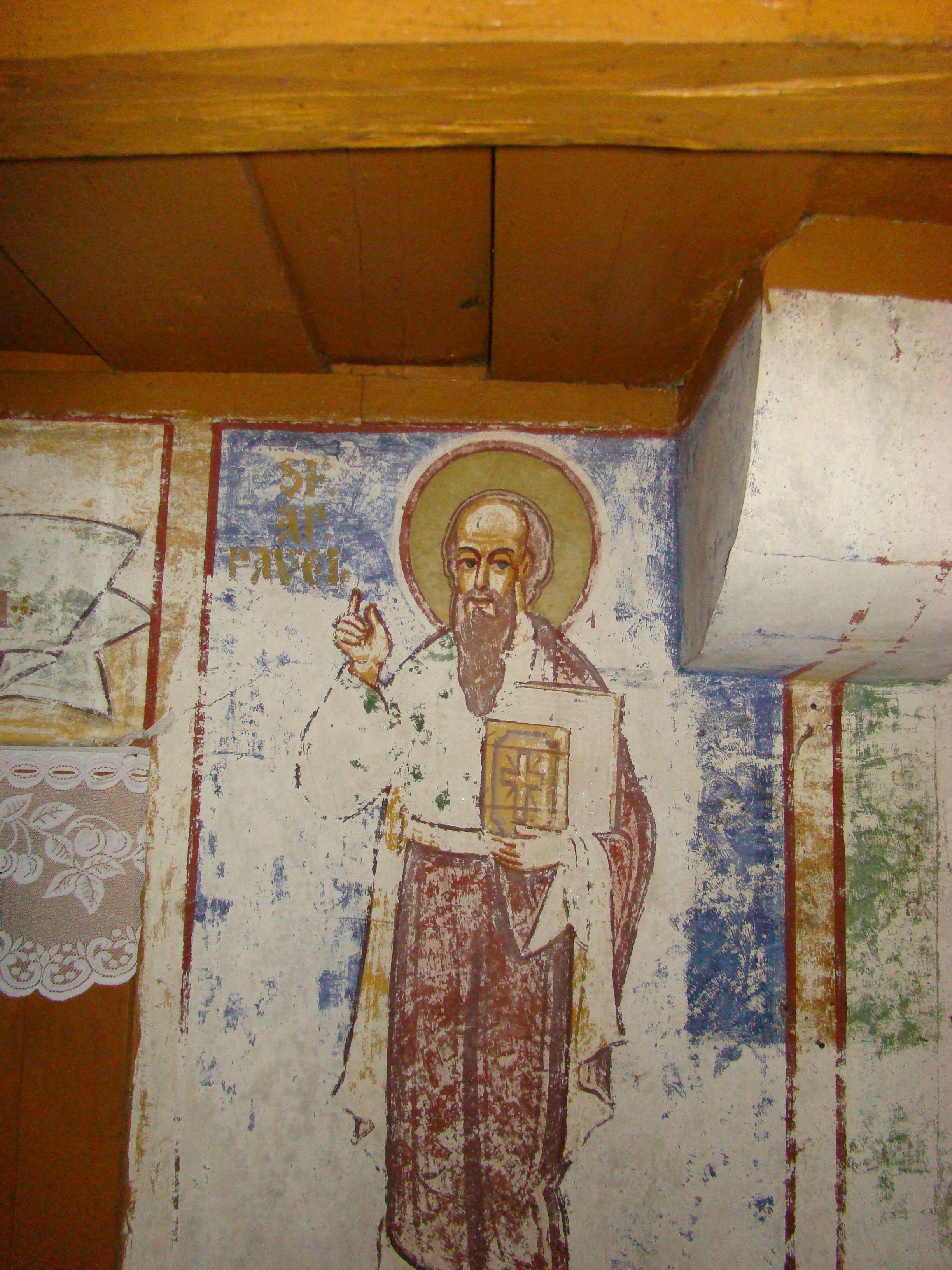
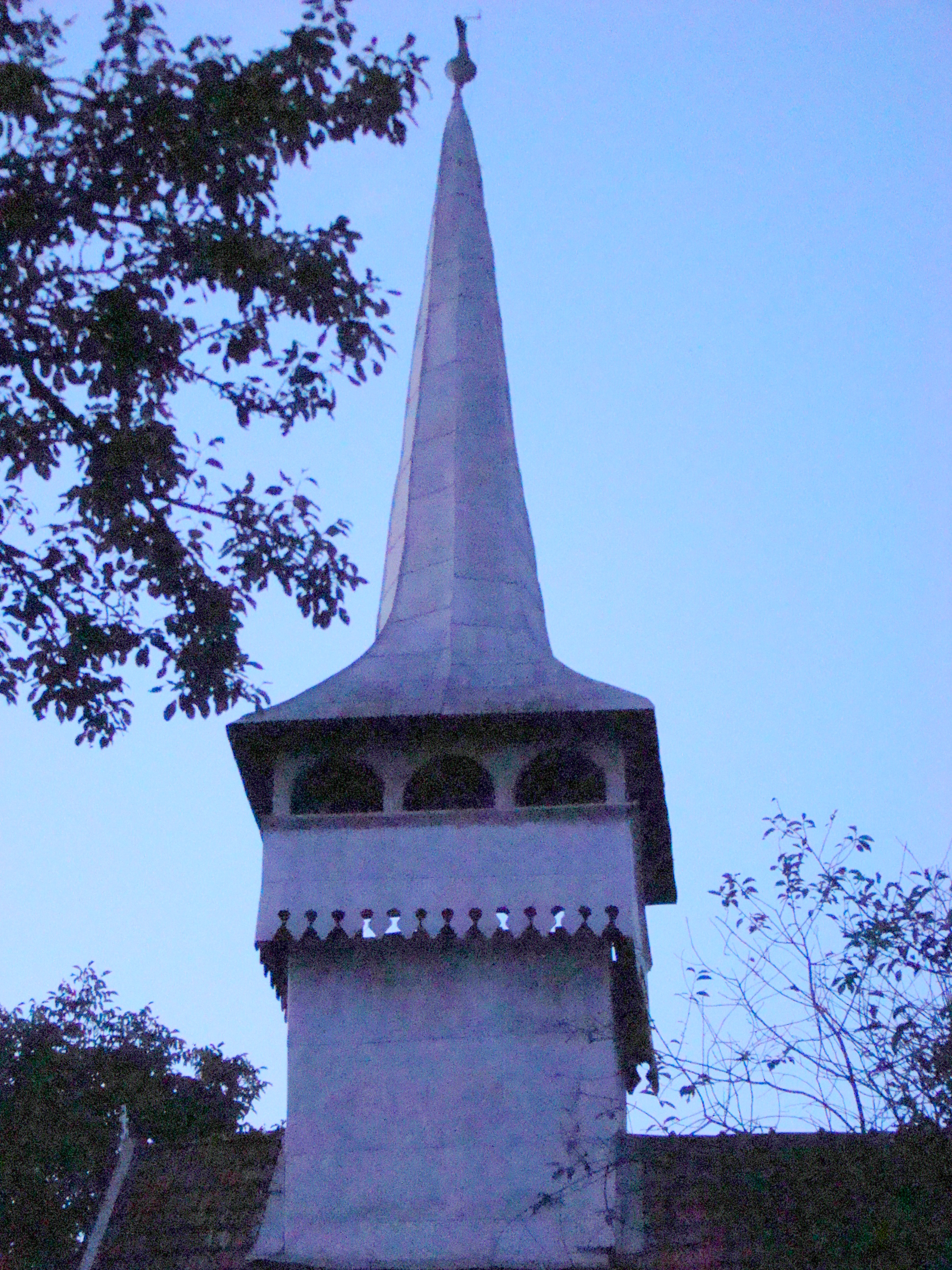
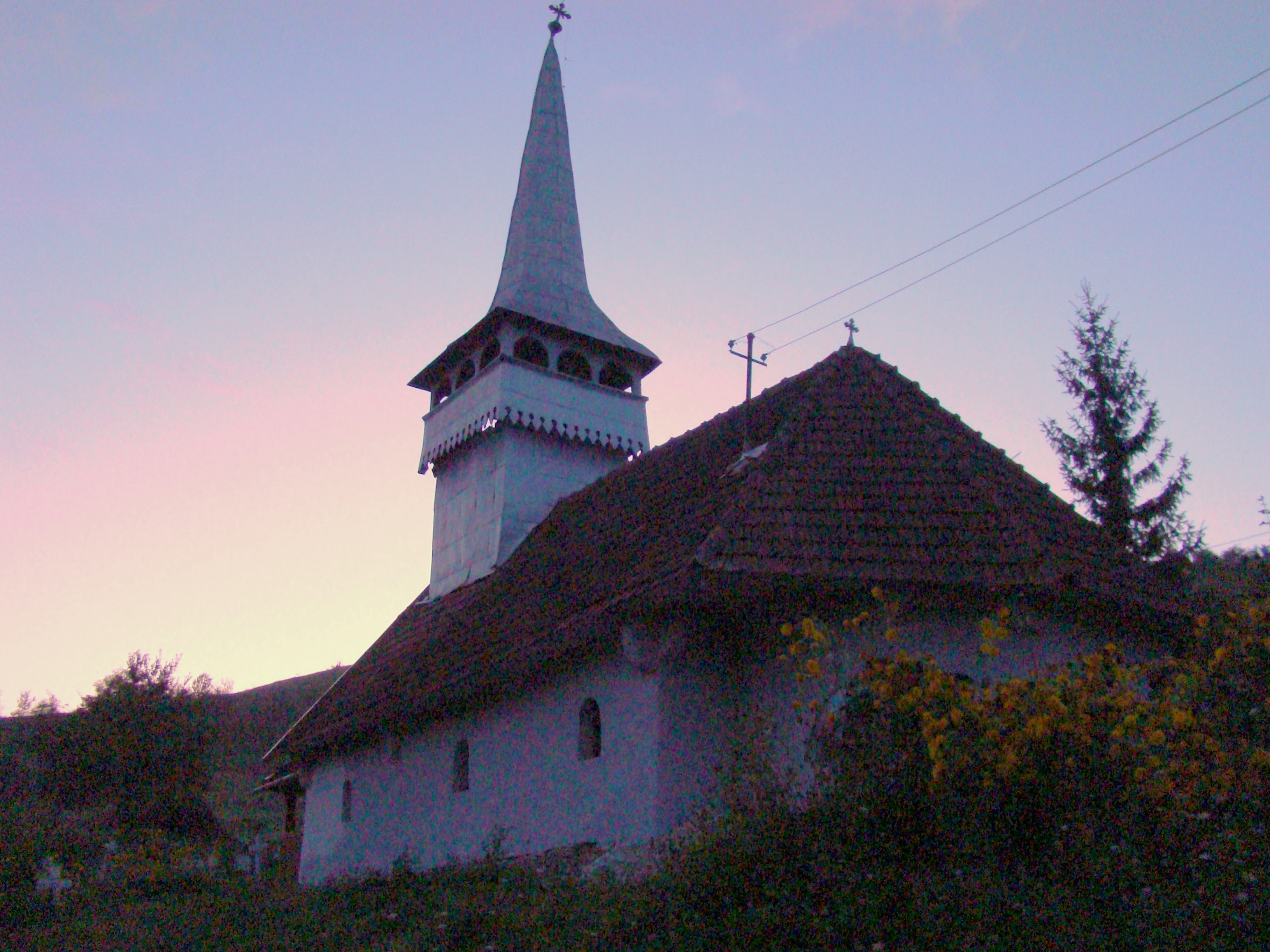
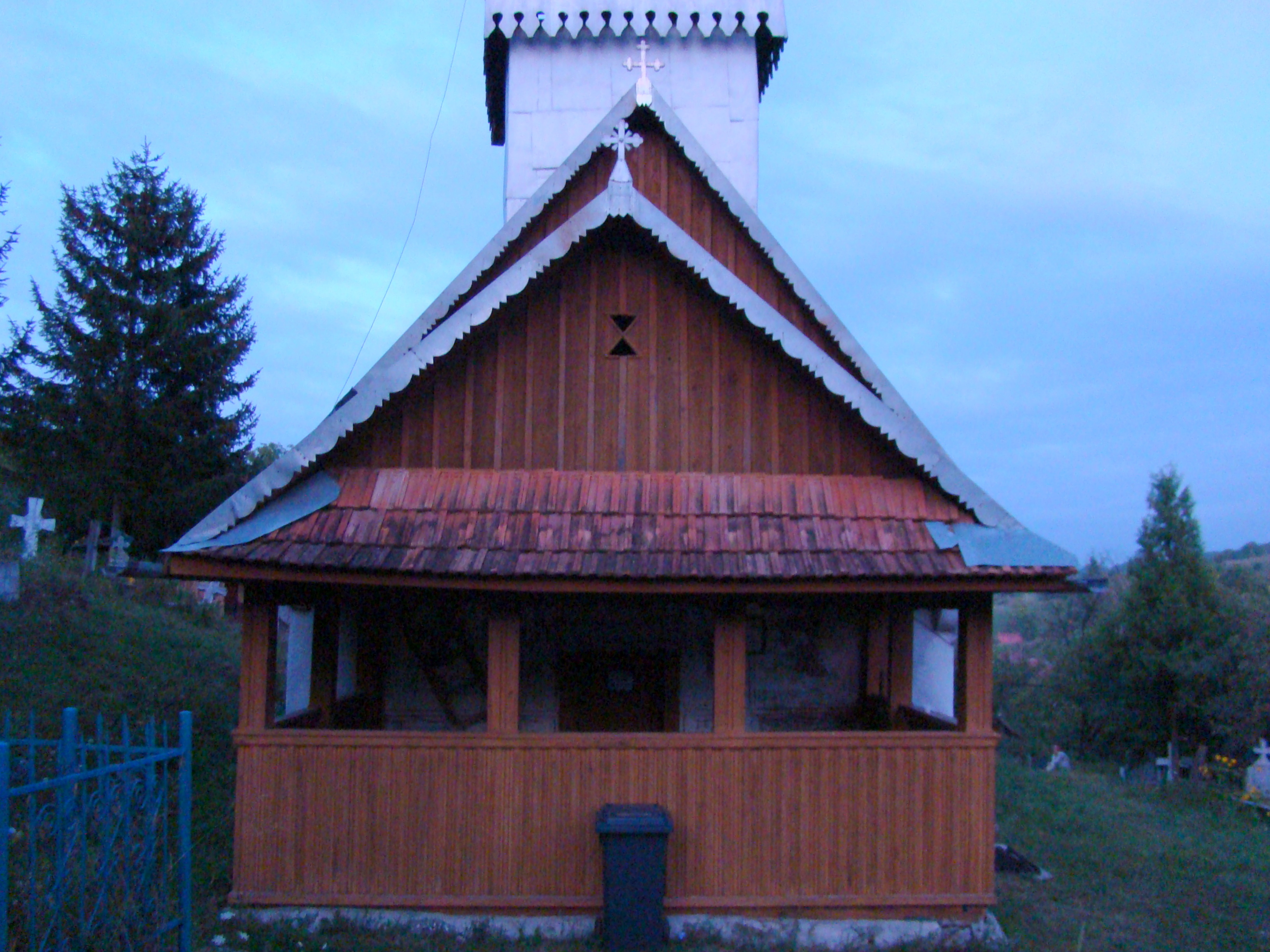
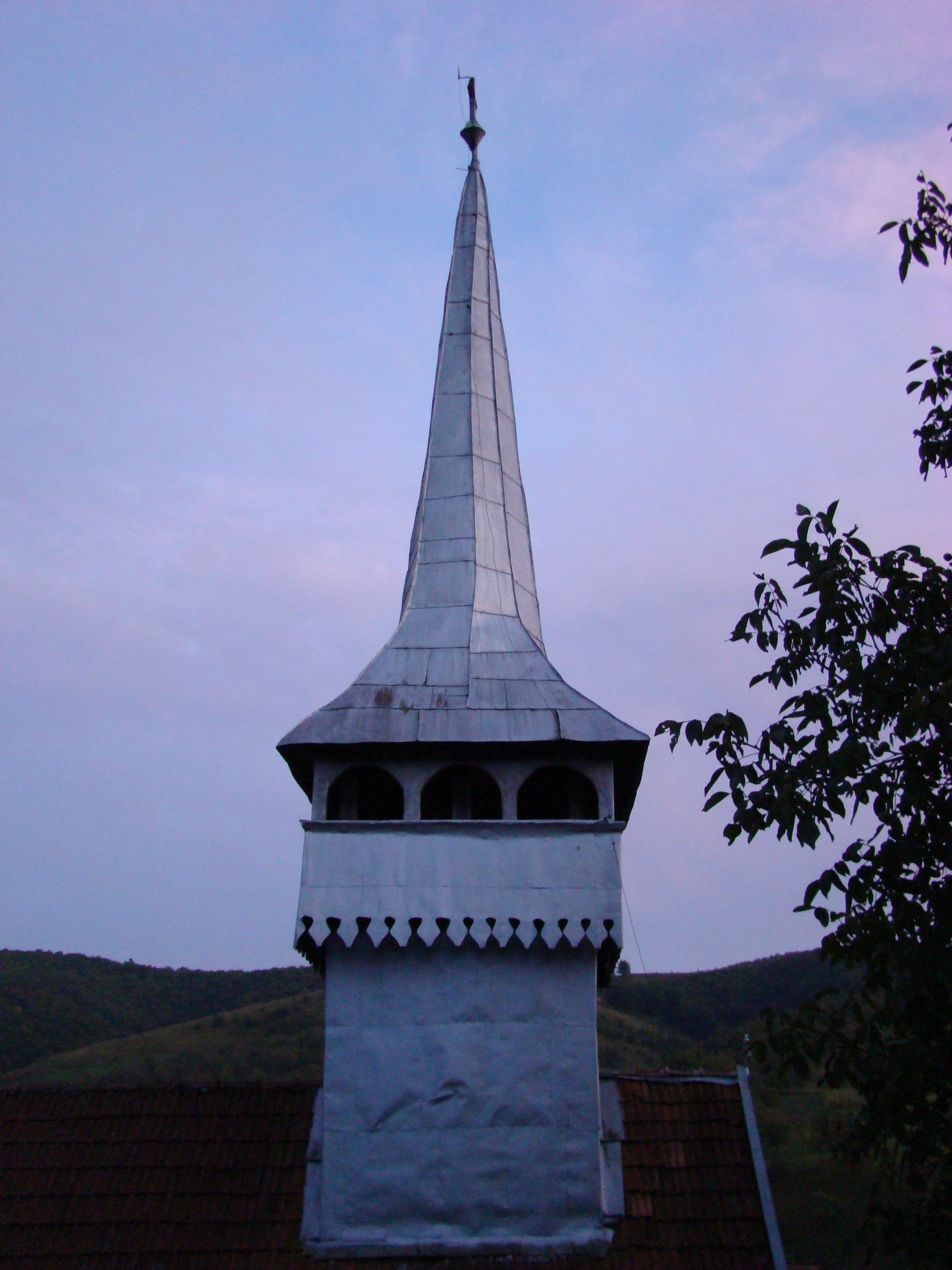
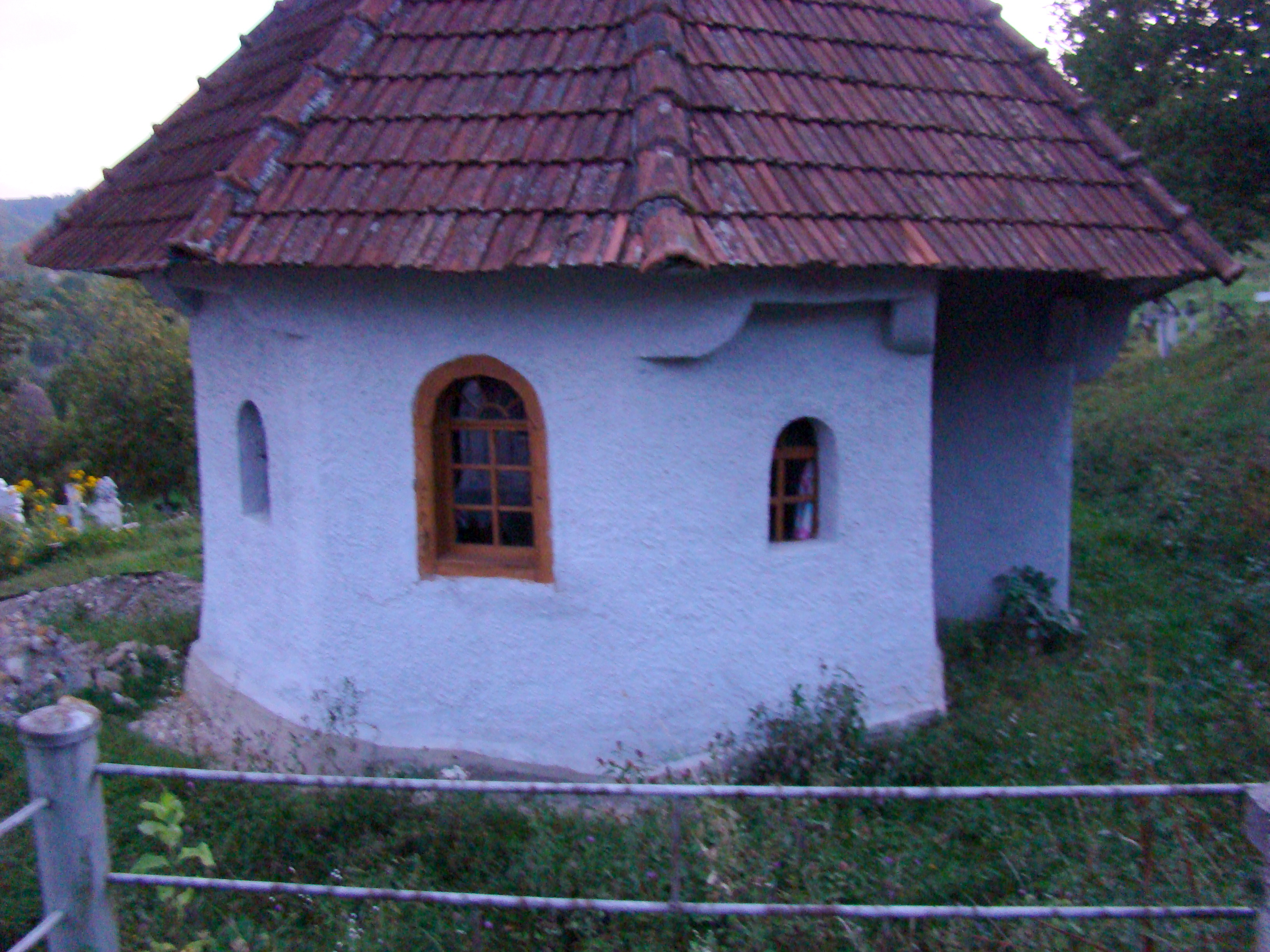
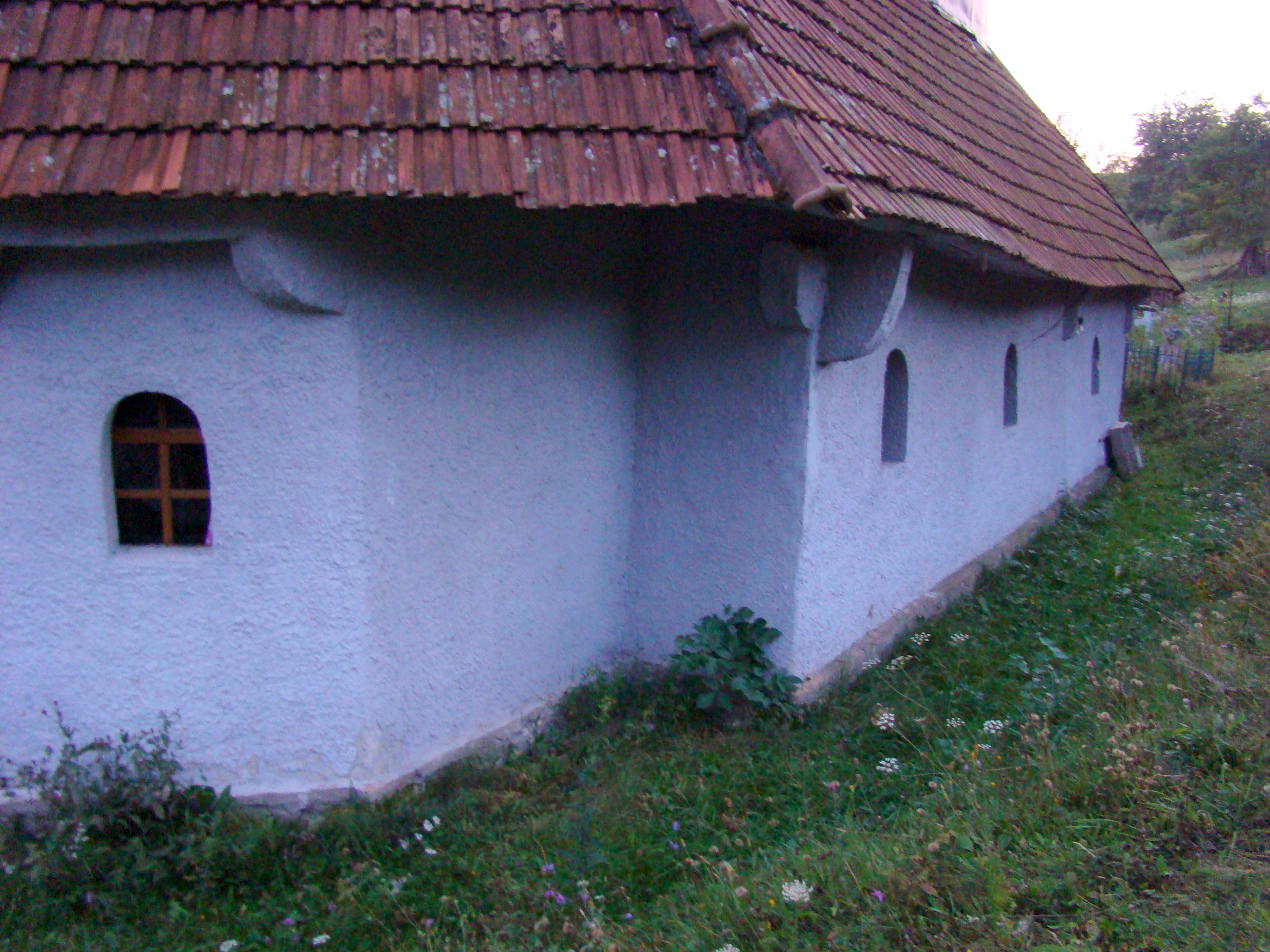
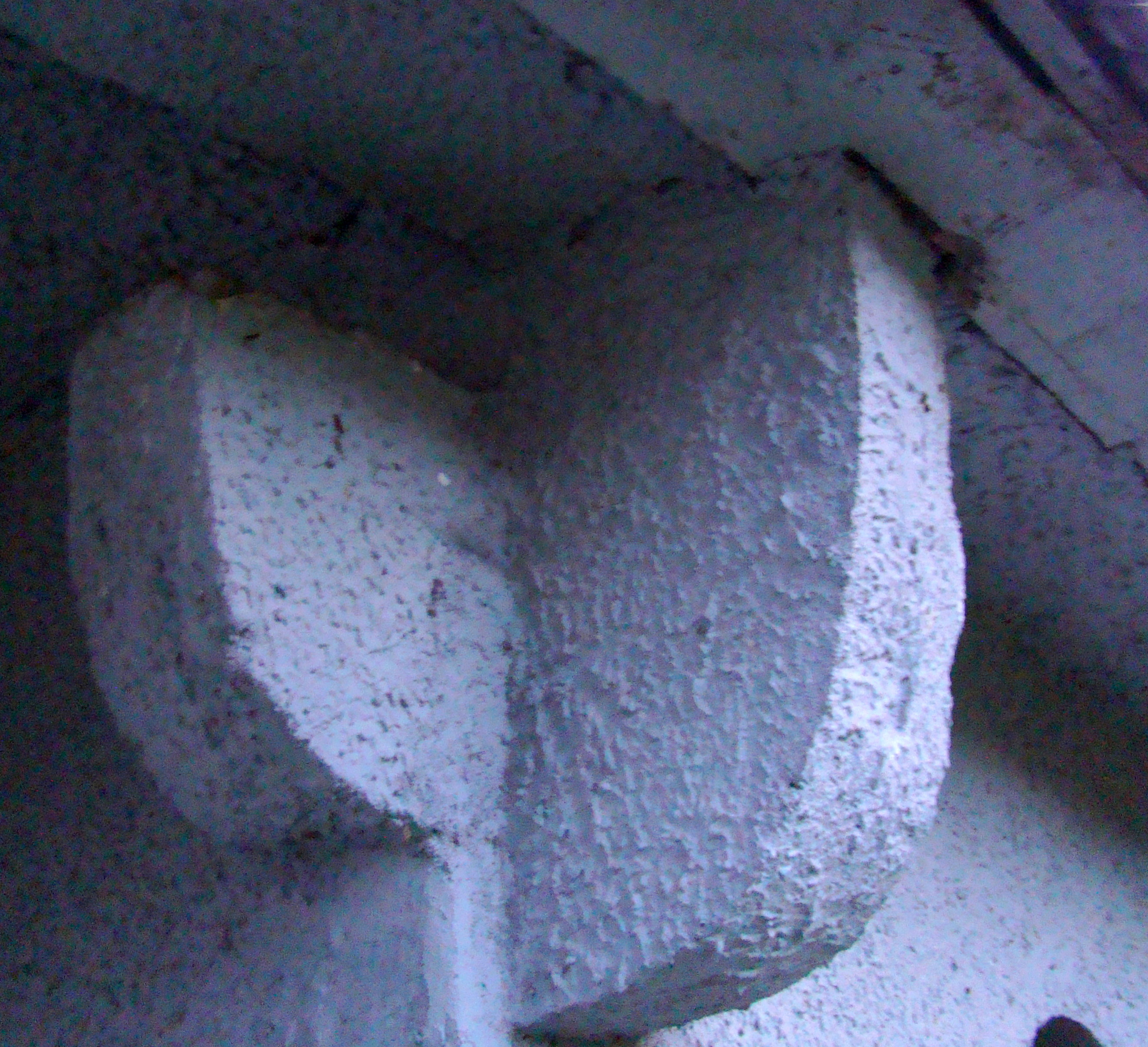
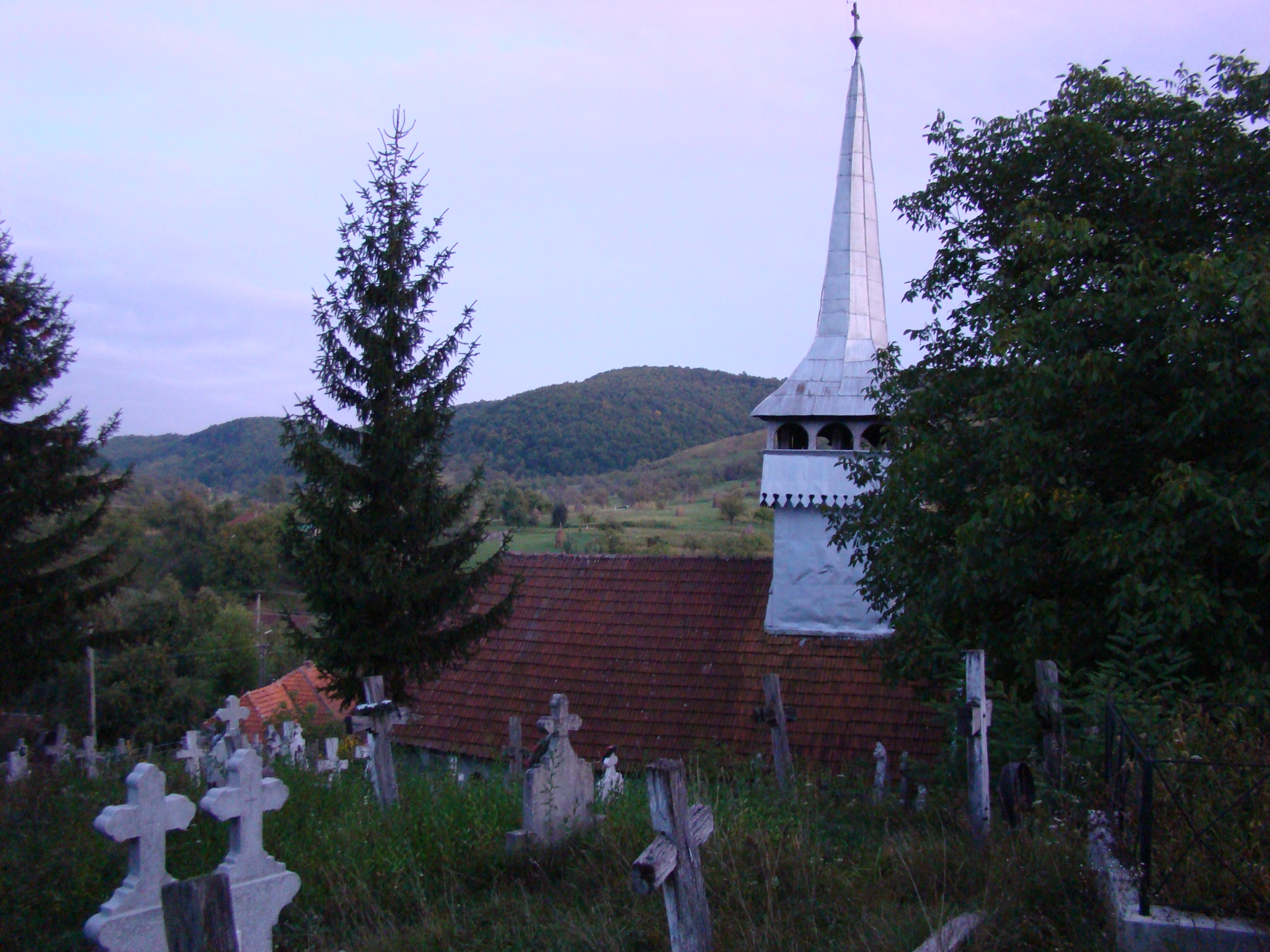
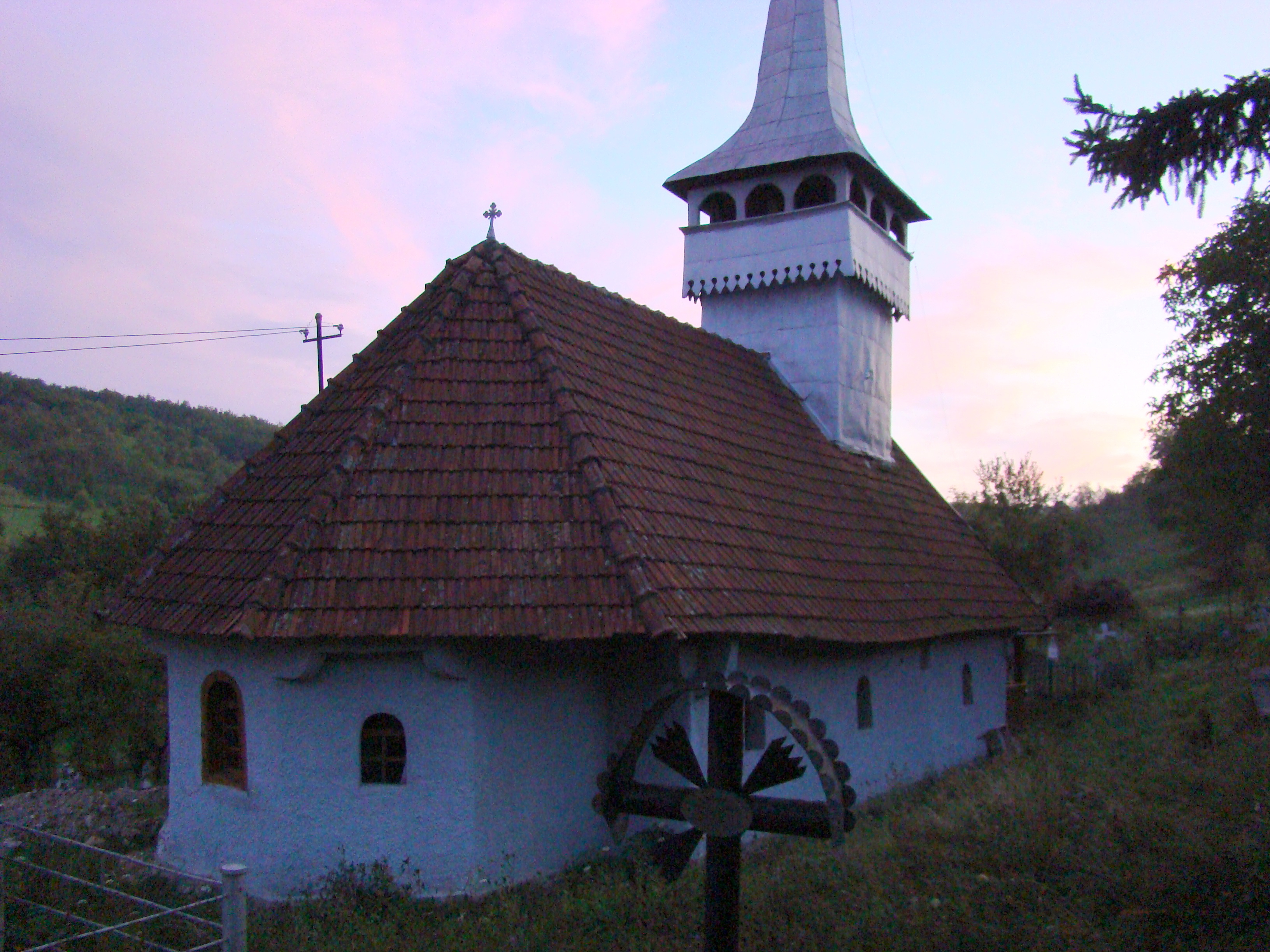
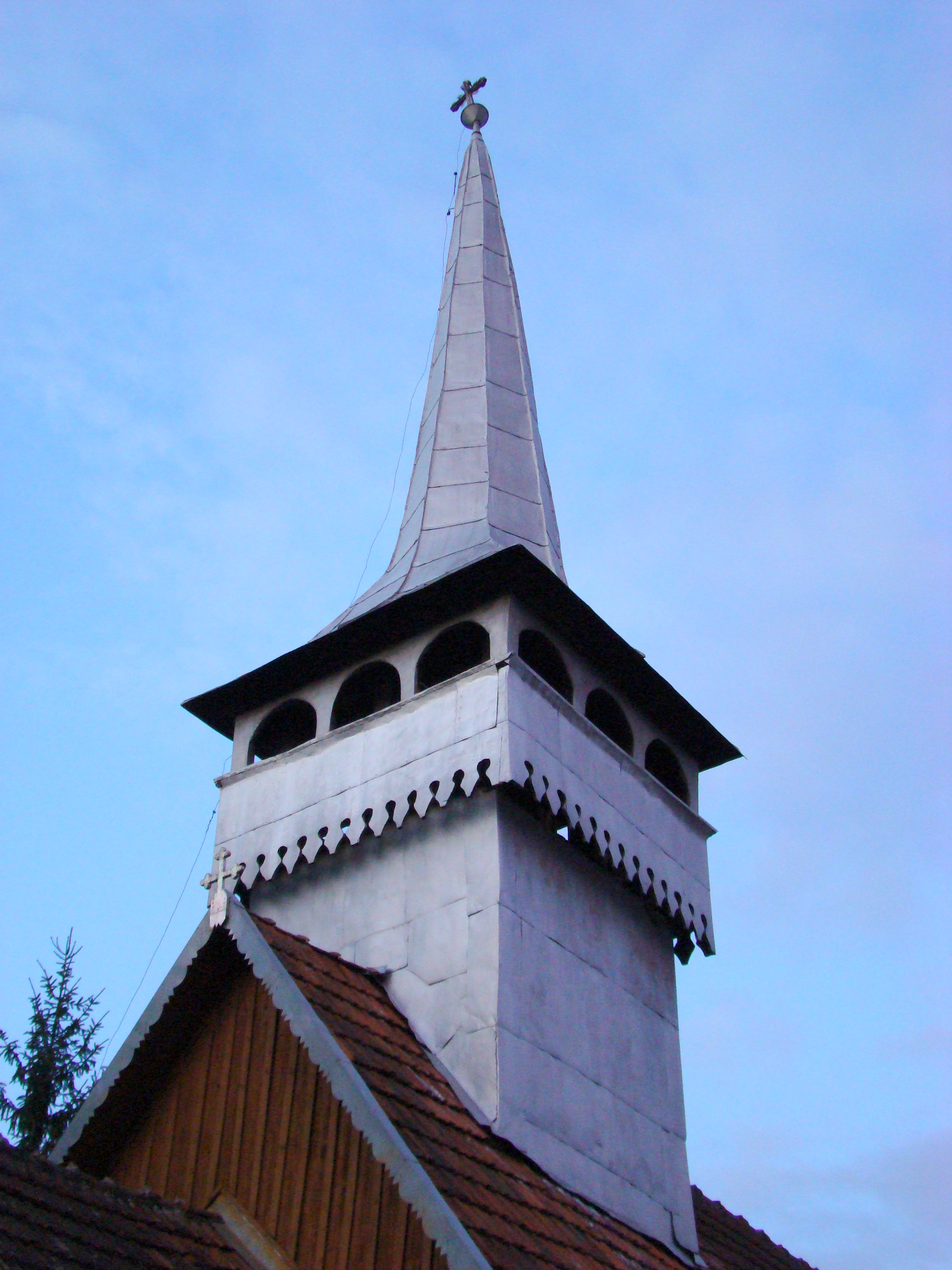
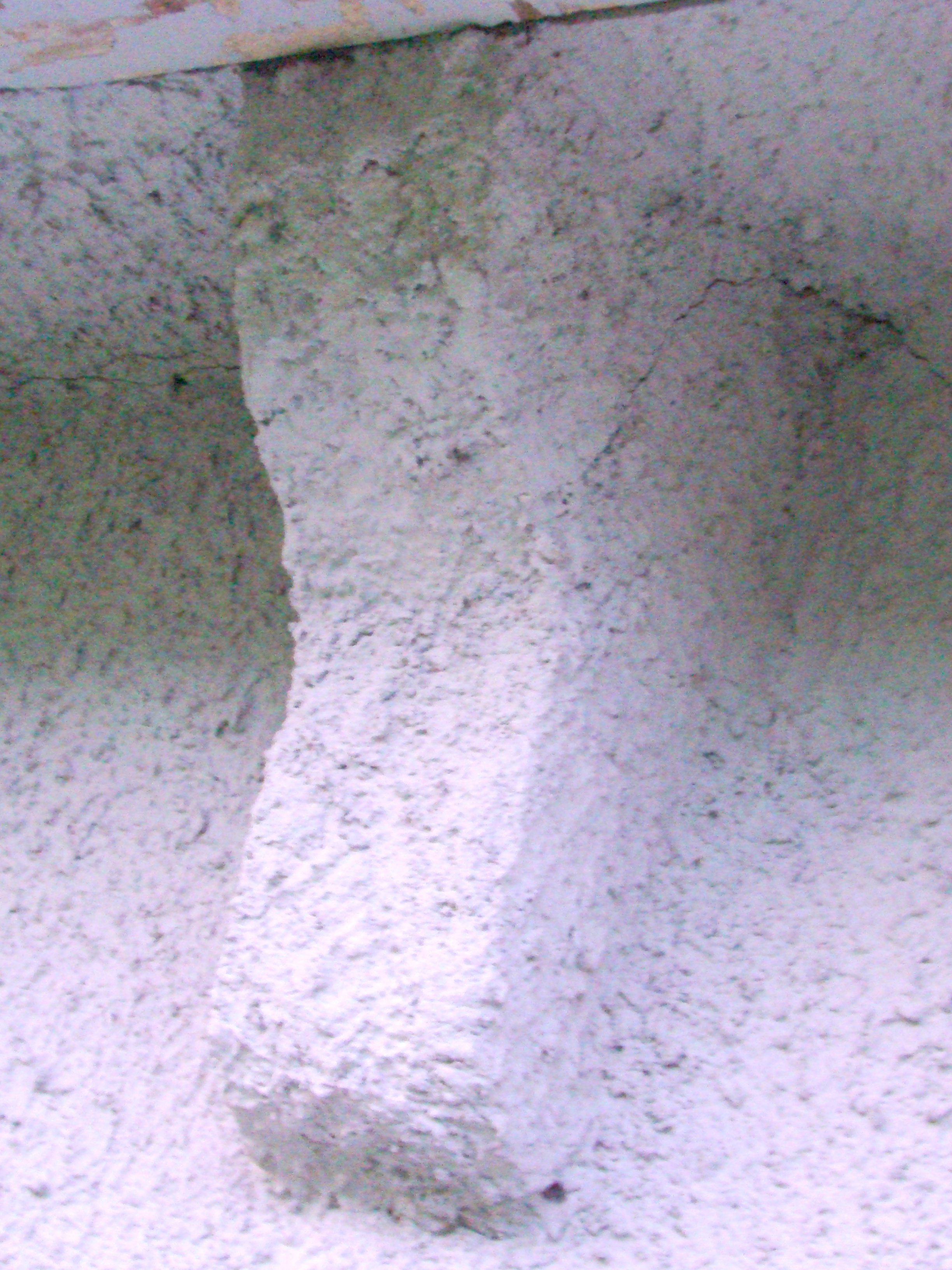
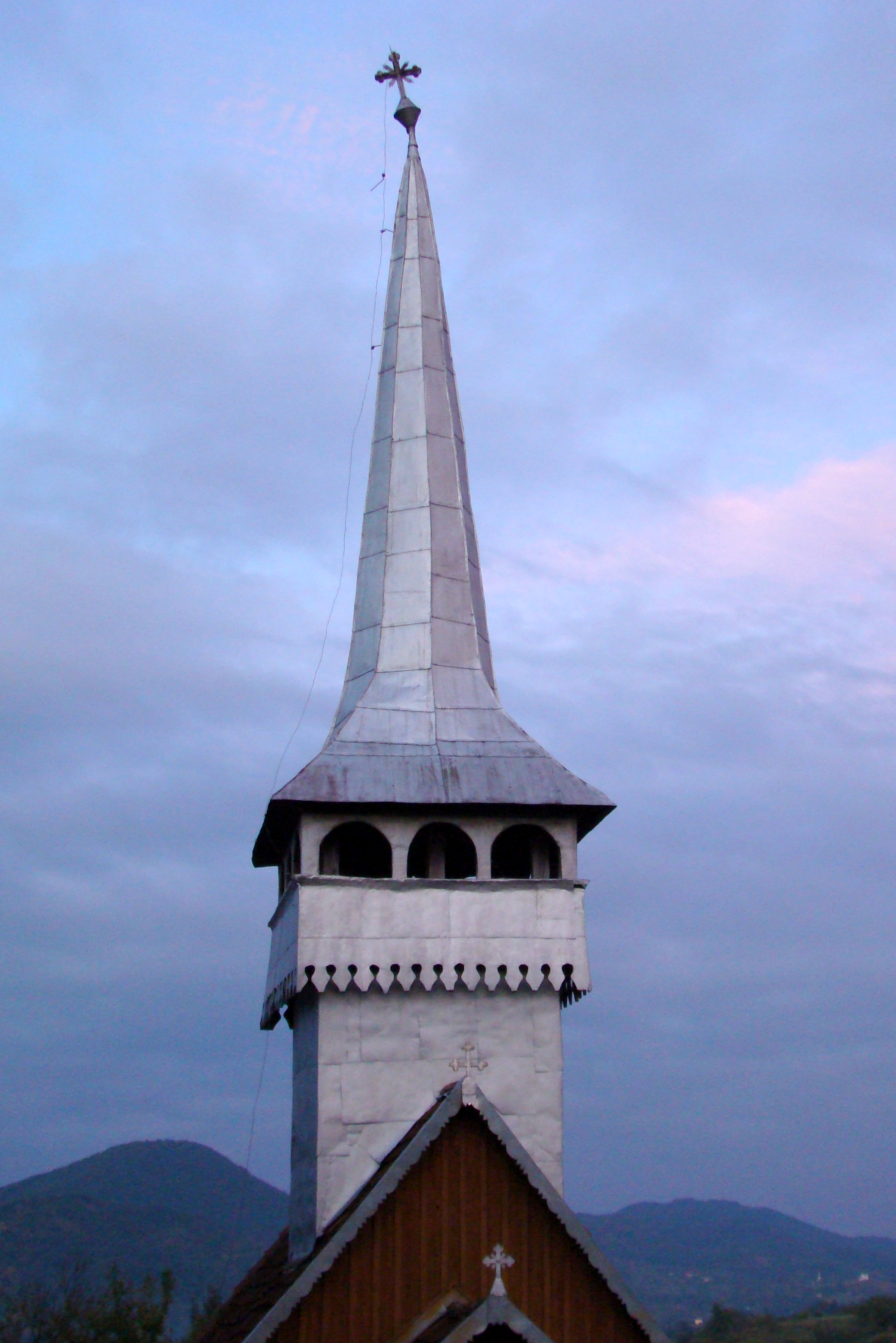
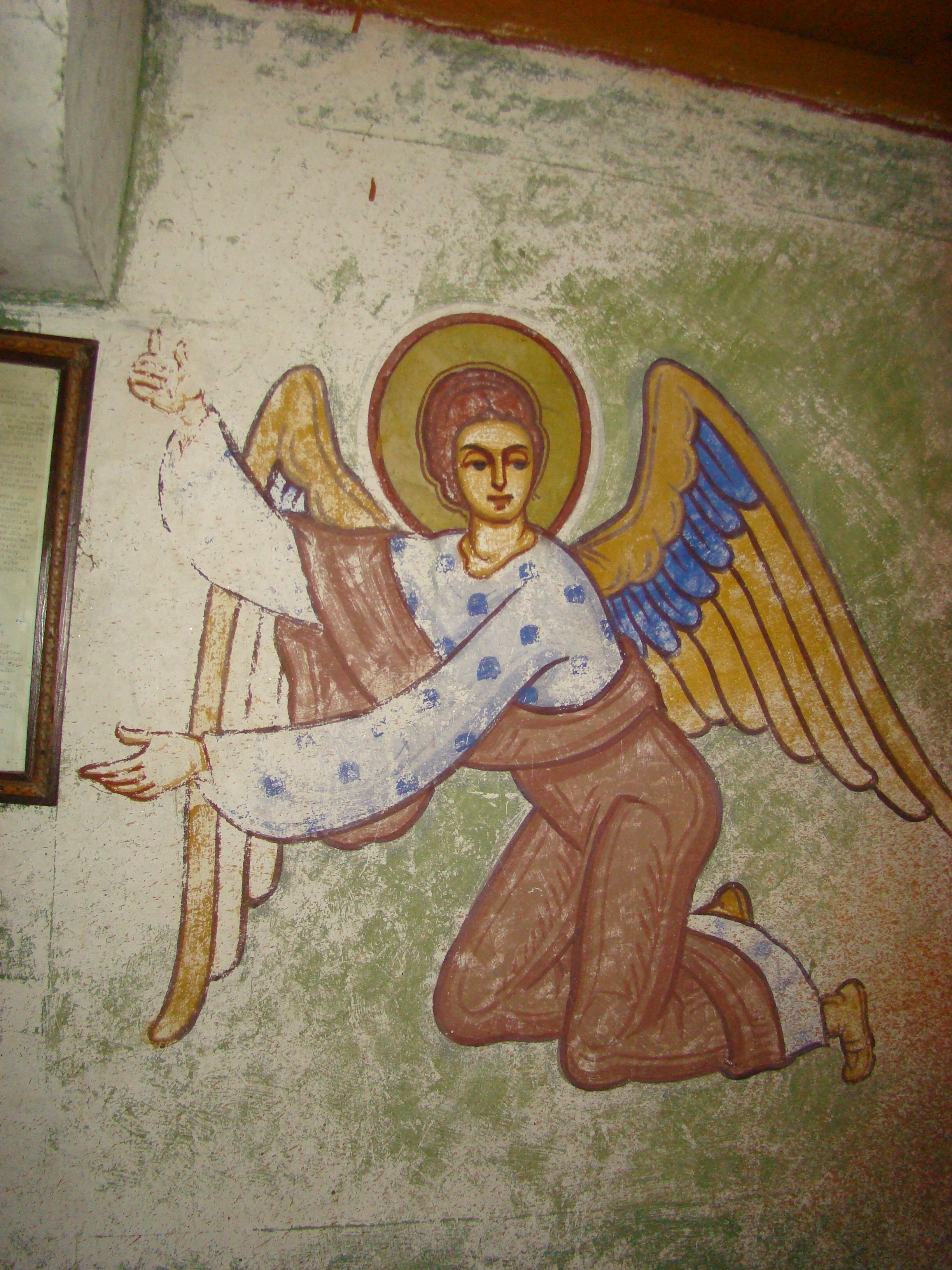
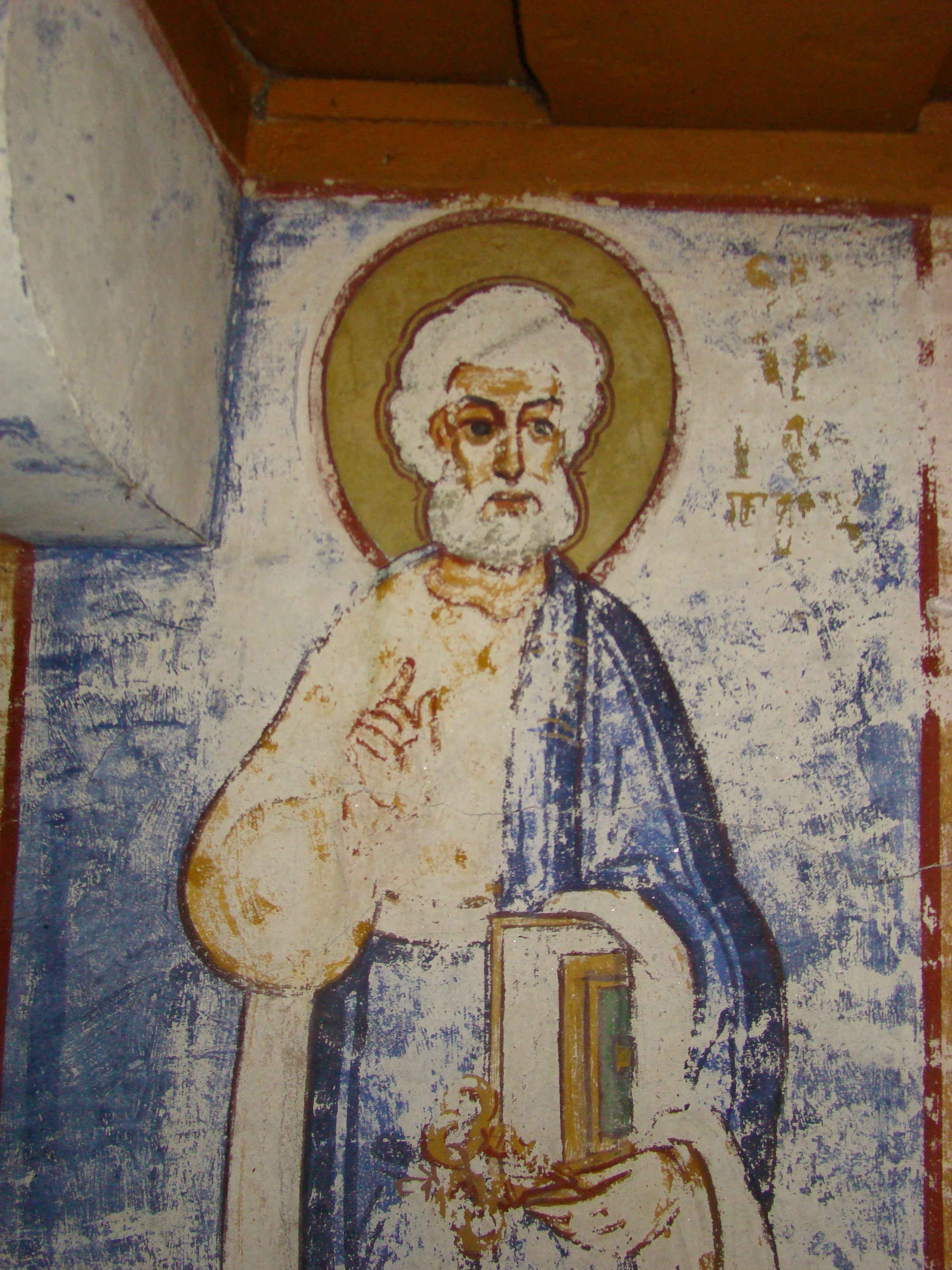
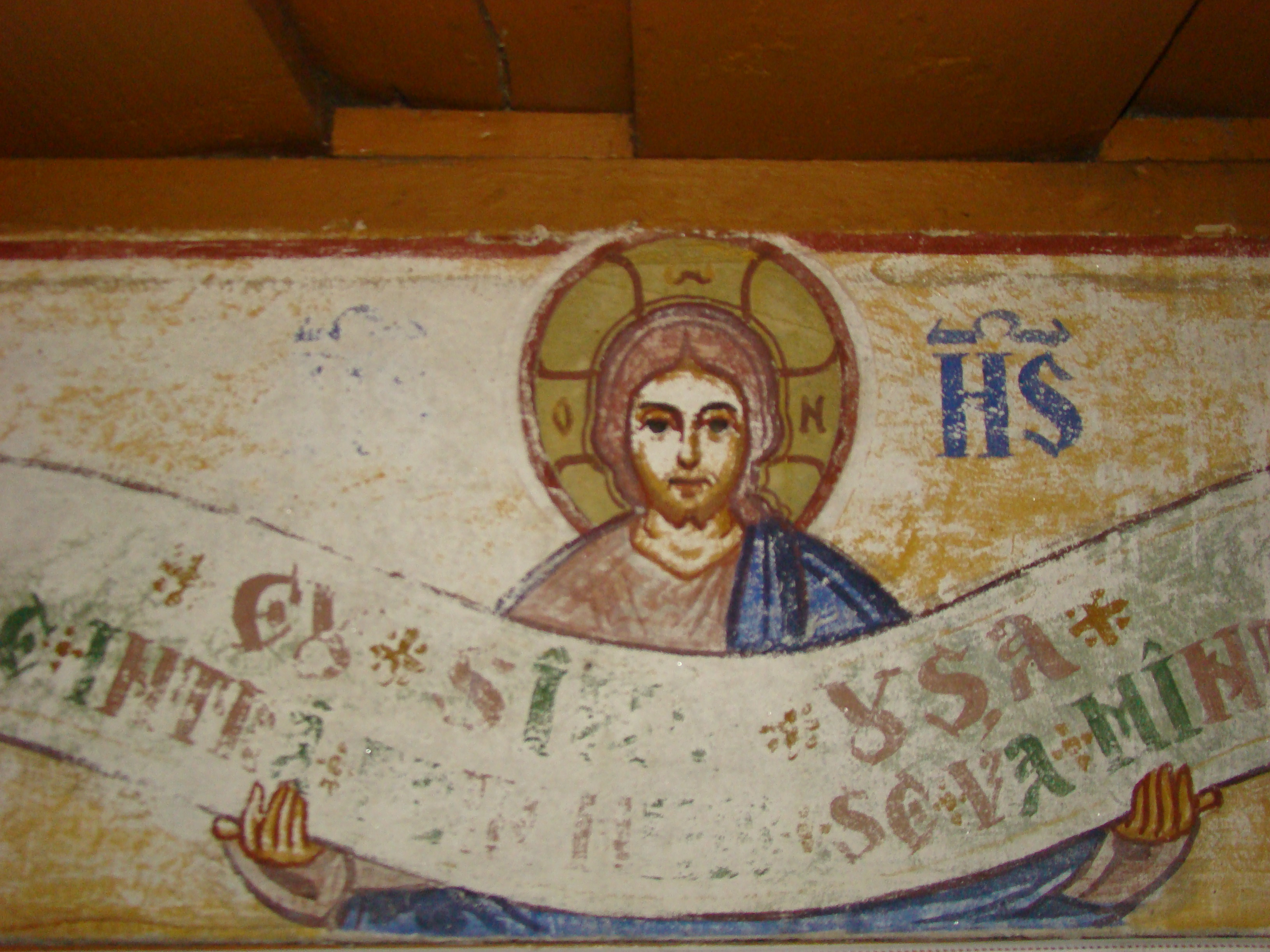